# Rod Moore
Pour les articles homonymes, voir Moore.
Pas d'image ? Cliquez ici

a Compétitions nationales et continentales officielles uniquement.

b Matchs officiels uniquement.
Dernière mise à jour le 14 février 2019.
 Rodney (Rod) Charles Moore, né le 6 janvier 1972 à Sydney (Australie), est un joueur de rugby à XV qui a joué avec l'équipe d'Australie et dans le Super 12. Il évolue au poste de pilier (1,80 m pour 112 kg).

## Carrière

### En club
Il a disputé 12 matchs de Coupe d'Europe de rugby à XV.

### En équipe nationale
Il a disputé son premier test match le 14 octobre 1999 contre les États-Unis dans le cadre de la coupe du monde de rugby 1999. Son dernier test match fut contre l'équipe d'Afrique du Sud, le 17 août 2002.

## Palmarès
- 14 test matchs avec l'équipe d'Australie
- Nombre de matchs par année : 1 en 1999, 10 en 2001, 3 en 2002